# Stictomischus curvatus
Stictomischus curvatus är en stekelart som beskrevs av Kamijo 1960. Stictomischus curvatus ingår i släktet Stictomischus och familjen puppglanssteklar. Inga underarter finns listade i Catalogue of Life.